# 4179 Toutatis
A 4179 Toutatis (ideiglenes jelöléssel 1989 AC) egy földközeli kisbolygó. Christian Pollas fedezte fel 1989. január 4-én.
A kisbolygó 2012. december 12-én volt legközelebb a Földhöz, ekkor mintegy 18 Föld-Hold távolságra haladt el (kb. 6,9 millió km).
A NASA 70-méter átmérőjű Deep Space Network antennájával (Goldstone, Kalifornia) radarképeket készítettek róla, aminek adatai alapján a kisbolygó szabálytalan, hosszúkás alakú, éles kiemelkedések és talán kráterek is vannak rajta. Forgástengelye 7,4 naponként elfordul. Pályája jól ismert. Leghamarabb 2069 novemberében közelíti meg a Földet, akkor 7,7 Föld-Hold távolságra halad el. A számítások által belátható következő mintegy 400 évben nem fog összeütközni a Földdel.
2012 decemberében látogatást tett a Csang-o–2 kínai űrszonda a kisbolygónál. 2012 közepén mozdították ki a Csang-o–2-t az L2 Lagrange-pont környezetében végzett mozgásából és pályáját úgy módosították, hogy a Csang-o–2 elhaladjon a kisbolygó mellett. 2012. december 13-án 3,2 km távolságban történt meg az elhaladási manőver, melynek során 7 kiváló minőségű felvételt készített az űrszonda a CCD kamerájával, mintegy 93–240 km távolságból.